# Jacek Lusiński
Jacek Lusiński (ur. 30 kwietnia 1969) – polski reżyser i scenarzysta filmowy. 
Członek Europejskiej Akademii Filmowej i Stowarzyszenia Filmowców Polskich.
Absolwent Państwowej Wyższej Szkoły Filmowej, Telewizyjnej i Teatralnej w Łodzi (1997). 

## Filmografia
- 2004: Niezła Jazda (średni metraż) – scenariusz i reżyseria,
- 2007: Wrzesień 39 (serial dokumentalny zrealizowany dla Discovery i TVN) – scenariusz (wspólnie z Pawłem Śliwińskim), reżyseria,
- 2009: Piksele (film fabularny) – scenariusz i reżyseria[2],
- 2010: Polska liga cudzoziemska (serial dokumentalny Polsat) – scenariusz, reżyseria (sezon 1. z prowadzącym Piotrem Kędzierskim),
- 2011: Polska Liga cudzoziemska – scenariusz i reżyseria (sezon 2. z prowadzącym Olafem Lubaszenką),
- 2015: Carte blanche (film fabularny) – scenariusz i reżyseria.
- 2022: Minuta Ciszy (serial premium) – scenariusz i reżyseria[3]
- 2022: Śubuk (film fabularny) – scenariusz i reżyseria[4][5]

## Inne
Jest autorem książki Carte Blanche wydanej przez wydawnictwo Axis Mundi w 2015. 
Pisze również teksty piosenek. Ma na swoim koncie piosenki dla m.in. Margaret, De Mono oraz do filmów Carte blanche i Całe szczęście.

## Nagrody i wyróżnienia
- "Śubuk" Najlepszy film pełnometrażowy - International Film Festival Inclus Barcelona 2023 -[7]
- Audience Award - International Film Festival Inclus Barcelona 2023[8]
- "Śubuk" - Best Script 28th Rabat International Author Film Festival Morocco 2023 -[9]
- "Śubuk" Najlepszy scenariusz filmu fabularnego 2023. - Nagroda Gildii Scenarzystów Polskich
- "Minuta Ciszy" - Polska Nagroda Filmowa Orły 2023- nominacja "Najlepszy filmowy serial fabularny"
- „Śubuk” Festiwal Filmowy "Opolskie Lamy" Wyróżnienie w Konkursie Filmów Fabularnych 2023[10]
- „Śubuk” Świdnicki Festiwal Filmowy "Spektrum") Nagroda Publiczności 2023[11]

- "Śubuk" - Audiens Award - Best Narrative - ReelAbilities Film Festival Pittsburgh USA
- " Śubuk" - Tarnowska Nagroda Filmowa (Nagroda Publiczności) 2023
- "Śubuk" - Polska Nagroda Filmowa Orły 2023 - 6 nominacji: Najlepszy scenariusz, najlepsza główna rola kobieca, najlepsza drugoplanowa rola kobieca, najlepsza drugoplanowa rola męska, najlepszy dźwięk, najlepsze kostiumy.
- " Śubuk" - Polska Nagroda Filmowa Orły 2023 - Najlepsza drugoplanowa rola męska dla Andrzeja Seweryna.
- "Śubuk" - Złote Lwy Festiwal Polskich Filmów Fabularnych Gdynia 2022 - nagroda za najlepszy scenariusz[12]
- "Śubuk" Zdobywca Nagrody Głównej Stowarzyszenia Filmowców Polskich w konkursie scenariuszowym Scrip Pro 2019 za scenariusz do filmu ŚUBUK (współscenarzysta Szymon Augustyniak),
- Dwukrotny finalista konkursu scenariuszowego „Script Pro”: w roku 2012 za scenariusz filmu fabularnego „Carte Blanche”, w 2019 za scenariusz "ŚUBUK",
- Film Piksele
  - „Brązowy granat” Festiwalu Filmów Komediowych w Lubomierzu,
  - nominacja „Złota Kaczka” za reżyserię,
  - nominacja „Złota Kaczka” za scenariusz,
- Film Carte Blanche
  - „Jury Grand Prix” 18 Shanghai International Film Festival,
  - Nagroda Główna Krajowej Izby Producentów Audiowizualnych Międzynarodowy Festiwal Kina Niezależnego "Off Camera" Kraków 2016,
  - „Nagroda Publiczności” 8. Festiwal Filmów Polskich „Wisła” w Moskwie
  - Specjalne wyróżnienie Jury (pod przewodnictwem Geraldine Chaplin) New Directors Competitions Mostra Internacional de Cinema em Sao Paolo Brazil
  - „Wyróżnienie Jury” 44 Lubuskie Lato Filmowe Łagów 2015
  - wyróżnienie specjalne dla Andrzeja Chyry BAB Cine Festival Buenos Aires
  - Nagroda Główna Toronto Polish Film Festival
  - Nagroda za najlepszą główną rolę dla Andrzeja Chyry na China Golden Rooster & Hundred Flowers Film Festival
  - Nagroda Główna – Inclús, International Disability Film Festival Barcelona 2016
  - „Whitebox” – Nagroda za najlepszy dźwięk – BlueBox Festival Olsztyn
  - Nagroda im. Elżbiety Czyżewskiej podczas The New York Polish Film Festiwal dla Andrzeja Chyry za najlepszą rolę męską
- Książka Carte Blanche: 2. miejsce w plebiscycie Książka Roku 2015 – kategoria: literatura obyczajowa i romans – lubimyczytac.pl; nominacja do nagrody Książka Roku 2016 – portal lubimyczytać.pl;